# Forest (parish)
Forest (franska: La Forêt) är en parish i kronbesittningen Guernsey. Den ligger i den södra delen av Guernsey. Antalet invånare är 1 549. Arean är 4,2 kvadratkilometer. Forest ligger på ön Guernsey.
Terrängen i Forest är platt.